# Quassiremus evionthas
Quassiremus evionthas är en fiskart som först beskrevs av Jordan och Bollman, 1890.  Quassiremus evionthas ingår i släktet Quassiremus och familjen Ophichthidae. IUCN kategoriserar arten globalt som sårbar. Inga underarter finns listade i Catalogue of Life.